# Camilo na Prisão
Camilo na Prisão é uma sitcom portuguesa com Camilo de Oliveira transmitida pela SIC entre 3 de Maio e 23 de Agosto de 1998, resultando de 17 episódios. É a terceira série da saga "Camilo", protagonizada por Camilo de Oliveira (†).

## Sinopse
Adaptação do original inglês "Porridge". Camilo dos Anjos Libertino, após ter roubado um camião com uma carga de 5 toneladas, destruindo assim várias propriedades durante a tentativa de fuga, foi condenado a 5 anos de prisão, num estabelecimento prisional situado na Pampilhosa, a Colónia Penal do Centro; supostamente uma prisão-modelo onde tratariam os presos como se não o estivessem, de forma a que a sua integração social não fosse tão difícil. Mas apenas supostamente, pois é afinal uma prisão quase de alta segurança que, Camilo irá tentar controlar e, de todas as tentativas sairá frustrado, vivendo imensas peripécias.

## Elenco e personagens
Camilo dos Anjos Libertino (Camilo de Oliveira) (†) - Tem 62 anos. É um criminoso cínico, arrogante e com um cadastro tão sujo como os seus pés. Camilo apesar de estar a cumprir uma pena quer tudo à sua maneira, uma cela à maneira (e só para ele), um balde à maneira e a sua privacidade à maneira. Camilo, apesar do azar que teve na vida, também tem uma filha que os visita diariamente e apesar de tudo os dois têm uma boa relação. Desta vez foi preso por guiar um camião roubado e condenado a cinco anos de cadeia. Apesar da sua personalidade egoísta no fundo é boa pessoa para os seus colegas de prisão, em especial para o Mariano, no qual é obrigado a partilhar a cela. Antes do fim do episódio ele diz: "Lá fora tá-se pior, ta-se, ta-se, ta-se...!".
Chefe Chaves (Henrique Viana) (†) - É o guarda principal da prisão e o braço direito do director da prisão. Tem uma personalidade fria e suspeita de tudo e de todos, principalmente de Camilo. Os prisioneiros baixam a fronha sempre que o vêm, considerando-o um tirano para tudo e todos. No primeiro episódio, é revelado que ele tem um problema com as bebidas alcoólicas e que ficou proibido de beber.
Guarda Plácido (Carlos César) (†) - É o "polícia bom" da prisão. Tem uma personalidade um pouco ingénua e pouco auto-confiante. Mas no primeiro episódio, Camilo diz-lhe que tem de ser forte e de ignorar os que o odeiam (numa tentativa de fuga, que acabou fracassada). Ele adora a natureza e jogos ao ar livre, com o golfe. Apesar de não ter o mesmo profissionalismo e competência que a do Chefe Chaves, ele respeita a maior parte dos prisioneiros em compensação de o respeitarem também a ele.
Artur Mariano (Joaquim Nicolau) - Tem apenas 26 anos. Tem um forte iniciativa e interesse pela leitura e pelos estudos. É também o companheiro de cela de Camilo, e no fundo talvez em quem mais confia e admira. Ele tem uma namorada chamada Matilde que deixou quando foi preso. Ele escreve para ela, mas acabou por terminar com ele. Ele foi preso e condenado a dois anos de prisão por arrombamento de propriedade.
(†) - Atores Falecidos.

## Elenco adicional
- Luís Alberto … Diretor da Prisão
- Carlos Vieira d'Almeida … voz
- Paulo Vasco … Prisioneiro

## Ficha Técnica
- Produção: SP Filmes
- Realização: Jorge Marecos Duarte

## Episódios
| #  | Título                | Transmissão Portugal |
| -- | --------------------- | -------------------- |
| 1  | "A Sentença"          | 3 de Maio de 1998    |
| 2  | "O Primeiro Dia"      | 10 de Maio de 1998   |
| 3  | "A Aposta"            | 17 de Maio de 1998   |
| 4  | "A Visita"            | 24 de Maio de 1998   |
| 5  | "Esquema no Telhado"  | 31 de Maio de 1998   |
| 6  | "Mais uma Noite"      | 7 de Junho de 1998   |
| 7  | "A Lata de Ananás"    | 14 de Junho de 1998  |
| 8  | "O Motim"             | 21 de Junho de 1998  |
| 9  | "O Mapa do Tesouro"   | 28 de Junho de 1998  |
| 10 | "Corações Solitários" | 5 de Julho de 1998   |
| 11 | "Antes só Que…"       | 12 de Julho de 1998  |
| 12 | "Os Comprimidos"      | 19 de Julho de 1998  |
| 13 | "O Juiz"              | 26 de Julho de 1998  |
| 14 | "O Julgamento"        | 2 de Agosto de 1998  |
| 15 | "O Perdão"            | 9 de Agosto de 1998  |
| 16 | "Os Reféns"           | 16 de Agosto de 1998 |
| 17 | "Um Ano e um Dia"     | 23 de Agosto de 1998 |

### YouTube
Assim como a maioria das séries, Camilo na Prisão também tem alguns episódios disponíveis para consulta no YouTube. No entanto, vários episódios não foram gravados e a maior parte da série ficou perdida, desconhecendo-se o final. 